# Hieracium anatonum
Hieracium anatonum es una especie de planta con flor del género Hieracium, de la familia Asteraceae, orden Asterales.

## Distribución
Hieracium anatonum se distribuye por Suecia.

## Taxonomía
Fue descrita científicamente por Dahlst. Fue publicada en Exsicc. (Herb. Hierac. Scand.) 10: n.° 94 (1896).